# Вандербильт, Корнелиус II
Корнелиус Вандербильт II (англ. Cornelius Vanderbilt II; 1843—1899) — американский бизнесмен и общественный деятель семейства Вандербильтов.

## Биография
Родился 27 ноября 1843 года на Статен-Айленде, штат Нью-Йорк, в семье Уильяма Генри Вандербильта и его жены и Марии Луизы Киссам.
Как и отец, Корнелиус занимался унаследованным от него железнодорожным бизнесом. Репутацию человека с сильной трудовой этикой Корнелиус Вандербильт получил, работая клерком в нью-йоркском банке Shoe and Leather Bank. Он принимал активное участие во многих организациях, в том числе в YMCA, Обществе Святого Николая города Нью-Йорка, Красном Кресте, Армии спасения, в ряде церквей, а также Ассоциация евангельских спасательных миссий и Загородном клубе Ньюпорта.
Инсульт в 1896 году вынудил Корнелиуса Вандербильта сократить активное участие в бизнесе. Он умер от кровоизлияния в мозг 12 сентября 1899 года в своем доме в Нью-Йорке на Манхэттене. Был похоронен в семейном мавзолее Вандербильтов в Нью-Дорпе на Статен-Айленде, штат Нью-Йорк.
70-комнатная летняя резиденция Корнелиуса — The Breakers в настоящее время используется как исторический дом-музей.

## Семья
4 февраля 1867 года женился на Элис Клейпул Гвинн (1845—1934), дочери Авраама Эвана Гвинна и Рэйчел Мур Флэгг.
У них было семь детей:

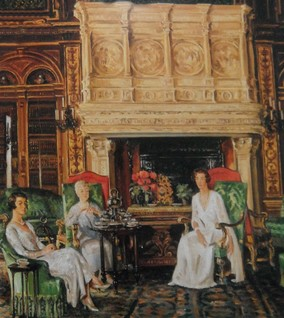
Элис Вандербильт с дочками Глэдис и Гертрудой

- Элис Гвинн Вандербильт (1869—1874),
- Уильям Генри Вандербильт II (1870—1892),
- Корнелиус Вандербильт III (1873—1942),
- Гертруда Вандербильт-Уитни (1875—1942),
- Альфред Гвинн Вандербильт (1877—1915),
- Реджинальд Клейпул Вандербильт (1880—1925),
- Глэдис Мур Вандербильт (1886—1965).